# Pierres du Niton
El Pierres du Niton ("Roques de Neptú") són dues roques inusuals mig visibles a l'aigua del port de Ginebra al costat del jet d'eau al Llac Léman. Es tracta de blocs erràtics, restes de l'últim període glacial, arrossegats per la glacera del Roine. La roca més gran i més allunyada de la riba rep el nom de "Referencial Pierre du Niton".
La paraula Niton prové del déu mitològic de l'aigua Neptú, que era reverenciat per la tribu dels gals instal·lada a les vores del llac, tal com indiquen velles inscripcions a Ginebra i Lausana.
Guillaume-Henri Dufour va utilitzar el Referencial com a punt d'inici de l'altitud dels mapes de Dufour, fets del 1845 al 1864, en escala 1:100 000. En aquell temps, la seva altitud de 376.86 m per sobre del nivell del mar fou calculada i decretada oficialment. Fins avui, aquesta pedra forma part del punt d'autoritat del sistema de mesura d'altitud suís. Tanmateix, l'alçada fou revaluada novament el 1902, en 373.6 msnm. Per aquest motiu les dades dels mapes de Suïssa fets abans del 1902 difereixen de +3.26 m comparats als valors oficials d'avui.
Durant l'edat de bronze, aquestes roques van tenir probablement una importància espiritual i foren utilitzades en cerimònies religioses, com indiquen els forats quadrats que es troben al capdamunt de la pedra més gran, descoberts el 1660, els quals semblen haver estat tallats amb destrals durant l'Edat de Bronze mitjana (1500–1200 aC).